# 마이다스아이티
마이다스아이티 주식회사(영어: MIDAS Information Technology Co., Ltd.)는 과학기술용 시뮬레이션 소프트웨어를 개발하고 보급하는 대한민국의 IT회사이다. 2000년 9월에 설립되어 현재 미국, 중국, 일본, 인도, 러시아 등 8개의 현지법인 및 지사와 전세계 28개국의 해외 네트워크를 통해 110여개 국에 공학기술용 소프트웨어를 제공하고 있다.

## 역사
마이다스아이티는 지난 2000년 9월 포스코건설에서 분사한 회사다. 당시 한국 시장에서 건설 분야 소프트웨어는 100% 외산이었다. 시공과 설계는 우리 기술로 가능했지만, 핵심 소프트웨어는 외국산이었다. 한국 엔지니어들에게 외국의 소프트웨어는 사용하기 어려운 도구였다. 이를 국산화하기 위해 포스코건설이 팀을 만들었고, 그 팀의 리더가 이형우 현 마이다스아이티 대표였다 일본 진출에 성공한 마이다스아이티는 2002년 11월 북경에 중국 법인 (마이다스기술유한공사)을 설립했다. 이어 2003년 1월에는 뉴욕에도 미국 법인을 설립했다. 2004년에는 일본 토목과 지반 시장에도 진출, 일본 시장 전선을 넓혔다. 2005년 4월 13일 마이다스아이티는 상해에 두번째 중국 법인을 설립했다. 2008년도엔 일본과 인도 법인을 설립했으며, 2013년도엔 영국과 러시아에 법인을 설립했다.

### 연혁
초창기 (1989년~1999년)
- 1989.10	포스코그룹 MIDAS 전문 조직 발족, MIDAS 프로그램 개발 착수
- 1999.06	건축 분야 프로그램 패키지 판매(midas Gen, SDS, Set)

설립 그리고 성장 (2000년~2005년)
- 2000.09	주식회사 마이다스아이티 설립(2000년 9월 1일)
- 2002.04	일본 KKE사와 전략적 제휴 및 대리점 계약 체결(건축분야)
- 2002.11	중국 법인 설립(북경)
- 2003.01	미국 법인 설립(시카고, MIDASoft Inc.)
- 2003.06	midas ADS 발표(전단벽식 아파트 구조해석 및 설계시스템)
- 2003.12	midas FX+ 발표(유한요소해석 범용 전후처리 프로그램)
- 2004.03	일본 CTC사와 midas Civil 전략적 제휴 및 대리점 계약 체결
- 2005.03	midas GTS 발표(지반 및 터널구조물 전용해석 시스템)
- 2005.04	중국 지사 설립(상해)
- 2005.11	네델란드 TNO-DIANA사와 전략적 제휴 및 미주/유럽 대리점 계약 체결

글로벌 도약 (2006년~현재)
- 2006.11	midas FEA 발표(건설분야 비선형 해석 및 상세해석 시스템)
- 2007.01	마이다스아이티 성남 사옥으로 이전
- 2007.03	midas GeoX 발표 (가시설 구조물 전용해석 시스템)
- 2007.04	중국 지사 설립(광주, 성도)
- 2007.05	인도 Jain Infra Projects Limited와 전략적 기술제휴 체결
- 2007.06	고객가치 중심의 건축분야 MIDAS On Demand Service 실시
- 2008.03	중국지사 설립(심양)
- 2008.04	인도 법인 설립(뭄바이, MIDAS R&D Centre India Pvt., Ltd.)
- 2008.08	일본 법인 설립(동경, MIDAS IT Japan)
- 2009.06	NFX 발표(기계분야 토탈 구조해석 시스템)
- 2010.01	스페인 Simulsoft사와 건축/토목분야 전략적 제휴 및 대리점 계약 체결
- 2010.03	말레이시아 Astadoft사와 토목/지반분야 전략적 제휴 및 대리점 계약 체결
- 2010.04	GeoXD제품발표(가시설 구조계산/도면생성 소프트웨어)
- 2010.06	터키 MIDAS GR사와 토목/지반분야 전략적 제휴 및 대리점 계약 체결
- 2010.11	SoilWorks 제품 발표(지반설계전용 소프트웨어)
- 2011.01	콜롬비아 IC ING사와 토목/지반분야 전략적 제휴 및 대리점 계약 체결
- 2011.04	리투아니아 INRE사와 토목/지반분야 전략적 제휴 및 대리점 계약 체결
- 2011.05	월드클래스 300 프로젝트 소프트웨어부문 기업 선정 (지식경제부, 한국산업기술진흥원 주관)
- 2011.06	슬로베니아 Geoeng&Co사와 토목/지반분야 전략적 제휴 및 대리점 계약 체결
- 2011.08	midas eGen 제품 발표(저층건축물 내진설계 소프트웨어)
- 2011.09	인도네시아 PAF사와 토목/지반분야 전략적 제휴 및 대리점 계약 체결
- 2011.11	멕시코 Bowerbird사와 토목/지반분야 전략적 제휴 및 대리점 계약 체결
- 2012.03	체코(Idear rs) 건설분야 진출
- 2012.03	중국지사 설립(무한)
- 2012.06	스웨덴(FEMComp) 건설분야 진출, 남아공(Excellution) 기계분야 진출
- 2012.09	가나(Associate Consulting) 건설분야 대리점 계약 체결
- 2012.12	나이지리아(Fazsal Nigeria)/태국(Urbantec) 건설분야, 인도네시아(3DISC)/태국(CAD Inno)/말레이시아(RTSS)/이태리(eFem)/영국(Intrinsys)/인도(Shirish, Allied) 기계분야 대리점 계약 체결
- 2012.11	알제리(PEP Engineering) 건설분야, 홍콩(CVCL) 기계분야 대리점 계약 체결
- 2013.01	영국 법인 설립(런던)
- 2013.03	중국지사 설립(서안)
- 2013.10	러시아 법인 설립(모스크바)
- 2013.12	WBS(World Best Software) 성과보고회 미래창조과학부 장관상 수상
- 2014.02	싱가포르 지사 설립(싱가포르)
- 2014.05	폴란드(JD Engineering) 건설분야 진출
- 2014.08	중국지사 설립(남경)
- 2014.12	2014 대한민국 ICT 이노베이션 대상 대통령상 수상
- 2015.07	midas Insight 제품 발표 (채용통합운영 솔루션)
- 2016.03	inSEED 제품 발표 (인재선발용 통합역량검사)
- 2016.05	midas Civil 제품 발표(토목분야 구조해석/설계 소프트웨어)
- 2016.10	midas ArchiDesign 제품 발표(건축설계 전용 CAD)
- 2017.03	midas MeshFree 제품 발표 (기계분야 Grid Mesh 기법 구조해석 시스템 )
- 2018.03	inAIR 제품 발표(AI 기반의 채용토탈솔루션)
- 2018.04	동탑 산업훈장 (대통령)
- 2018.09	의료분야 치매진단 솔루션 사업 진출
- 2019.09	inHR 제품 발표(인사평가솔루션)

## 주요 제품

### 건축 분야
- Midas Gen
- Midas eGen
- Midas ADS
- Midas Drawing
- Midas Modeler
- Midas Design+

### 토목 분야
- Midas Civil
- Midas FEA
- Midas UMD

### 지반 분야
- Midas GTS NX
- SoilWorks
- Midas GeoXD

### 기계 분야
- Midas NFX
- Midas MeshFree

## 기타 제품 및 서비스

### 웹 솔루션 서비스
- inAIR 채용토탈솔루션
- inHR 경영분야 HR솔루션

### 의료솔루션 서비스
- Inbrain
- 치매 예방 IT 네트워크
- Inbrain 비전

## 기업 문화 / 핵심가치

### 경영 철학
마이다스아이티가 지향하는 경영은 ‘자연주의 인본경영’이다. 자연주의 인본경영은 ‘인간에 대한 합리적 이해를 바탕으로 행복한 인재를 키워 세상의 행복 총량에 기여하는 경영’이다. 경영 핵심은 사람이다.

### 복지
대중에게는 회사이름보다 직원식당이 더욱 알려져 있다. 4층 전체를 사내 식당으로 꾸미고, 특급 호텔 출신의 조리장을 대거 고용해 직원들의 먹거리에 아낌없이 투자했다. 재료는 셰프들이 직접 선정한 ‘산지 직송’으로 끼니당 평균 재료비만 1만3000원에 이른다. 5년마다 4주의 유급휴가를 갈 수 있고, 자녀교육비와 건강검진비도 지원한다.구성원 가족들을 위해 밑반찬을 보내주는 ‘마음을 담은 반찬’ 복지제도를 진행해 왔으며, 한 달에 한 번씩 ‘시크릿 셰프’라는 이름으로 5성급 뷔페요리를 만들어 제공해 왔다. 그 외에도 무료 미용실 운영 / 의료 및 보건 검사 실시 / 마라톤 등의 운동 지원 / 주거비 지원 / 사내 카페 운영 등 다양한 복리후생을 제공하고 있다.

### 행복나침반
2000년도 창립 이후부터 1년에 4회씩 분기마다 지속적으로 개최해온 행복나침반은 ‘행복, 보람, 나눔’이라는 마이다스아이티의 핵심가치를 공유하는 시간으로,현재 구성원 자신이 하고 있는 일이 어떤 의미와 가치를 지녔는지 목적성을 확인하고, 다양한 구성원들의 성공경험 사례를 공유함으로써 자신의 전략을 점검할 수 있는 자리이다.

## 로고

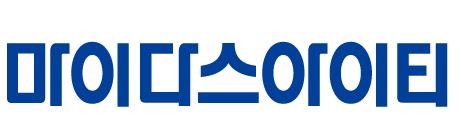
마이다스아이티 로고

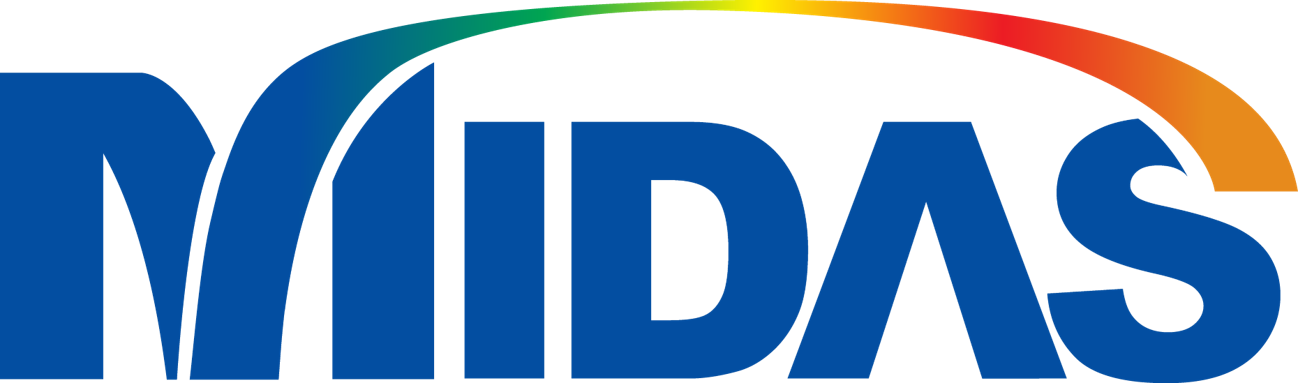
MIDAS Information Technology Co., Ltd. LOGO

## 국내외지사 및 대리점

### 국내외지사
국내 소재 자회사
- (주) 마이다스테크
- (주) 마이다스인
- (주) 마이다스엔지니어링

해외 소재 자회사
- MIDASoft Inc. (미국)
- Beijing MIDAS Technology Co., Ltd (중국)
- MIDAS R&D Centre India Private Ltd. (인도)
- MIDAS IT Japan Co., Ltd. (일본)
- MIDAS IT(UK) Ltd. (영국)
- MIDAS RUSSIA Ltd. (러시아)
- MIDASIT PHILIPPINES Co. (필리핀)
- Midas Information Technology Co., Ltd. (DMCC Branch : 두바이)

### 해외 대리점
해외 법인 뿐만 아니라 28개국 해외대리점을 통해 110개국에 소프트웨어를 제공하고 있다.

## 사회공헌
사랑의마라톤, 사랑의집짓기 운동, 노숙자무료급식소 봉사, 독거어르신 특식 도시락 후원, 급여끝전 기부 캠페인, 해외빈민국 우물파기 후원 등 마이다스아이티의 사회공헌 활동은 다방면으로 펼쳐지고 있다.

## 지적저작권
마이다스아이티의 모든 제품과 기술은 저작권법과 재산권법의 보호를 받고 있다.
- 연구개발 실적
- 프로그램 저작권
- 산업재산권